# Spirydion Albański
Spirydion Jan Albański (ur. 4 października 1907 we Lwowie, zm. 28 marca 1992 w Katowicach) – polski piłkarz grający na pozycji bramkarza.

## Kariera sportowa
Syn Joachima i Krystyny. Piłkę nożną uprawiał już podczas nauki w gimnazjum. Cała kariera sportowa w okresie międzywojennym związana była z Pogonią Lwów. 6 maja 1928 zadebiutował w Ekstraklasie w domowym meczu przeciwko Cracovii. W ciągu następnych jedenastu lat opuścił tylko pięć meczów Pogoni. Swój ostatni, 234 mecz ligowy, rozegrał 20 sierpnia 1939 przeciwko Polonii Warszawa.
Trzykrotny wicemistrz Polski w piłce nożnej (1932, 1933, 1935). W ekstraklasie wystąpił w 174 kolejnych meczach, co jest drugim wynikiem w historii tych rozgrywek. Ta seria trwała przez niemal dziewięć lat, od 9 listopada 1930 do 20 sierpnia 1939 i zatrzymana została dopiero przez wybuch II wojny światowej.
W reprezentacji zadebiutował 5 lipca 1931 w meczu Łotwa – Polska (0:5). Pożegnalny, dwudziesty pierwszy występ zanotował 4 października 1936 przeciwko Danii w Kopenhadze (przegrana 1:2). Głównym rywalem Albańskiego do miejsca w reprezentacyjnej bramce był golkiper poznańskiej Warty Marian Fontowicz. W 1936 wystąpił na Igrzyskach Olimpijskich w Berlinie, podczas których zagrał we wszystkich czterech meczach polskiej reprezentacji: z Węgrami 3:0 (eliminacje), z Wielką Brytanią 5:4 (ćwierćfinał), z Austrią 1:3 (półfinał), z Norwegią 2:3 (walka o brąz) – zajmując 4. miejsce w turnieju olimpijskim. W meczu z Norwegią był (jedyny raz) kapitanem drużyny, rezerwowym był bowiem zwyczajowo pełniący tę rolę Henryk Martyna. 
Uznawany za jednego z najlepszych i najpopularniejszych polskich bramkarzy lat 30. (doskonała sprawność, refleks i wszechstronne wyszkolenie techniczne). W 1933 uznany za najlepszego polskiego piłkarza, a w plebiscycie „Przeglądu Sportowego” zajął 10. miejsce. 
II wojnę światową spędził we Lwowie, podczas okupacji sowieckiej grał w klubach: Dynamo Lwów (w latach 1939-40) i Spartak Lwów (wiosną 1941). Po wojnie kontynuował karierę w klubach: Resovia (1944–45) i Pogoń Katowice (1945-46). Od 1950 trener piłki nożnej II klasy, sędzia piłkarski i hokejowy. Zawodowo związany z Głównym Instytutem Górniczym, pracował jako technik-górnik. Zmarł na kilka miesięcy przed swymi 85. urodzinami. Pochowany na cmentarzu katolickim przy ul. Francuskiej.

## Ordery i odznaczenia
- Srebrny Krzyż Zasługi (17 stycznia 1939)[3]

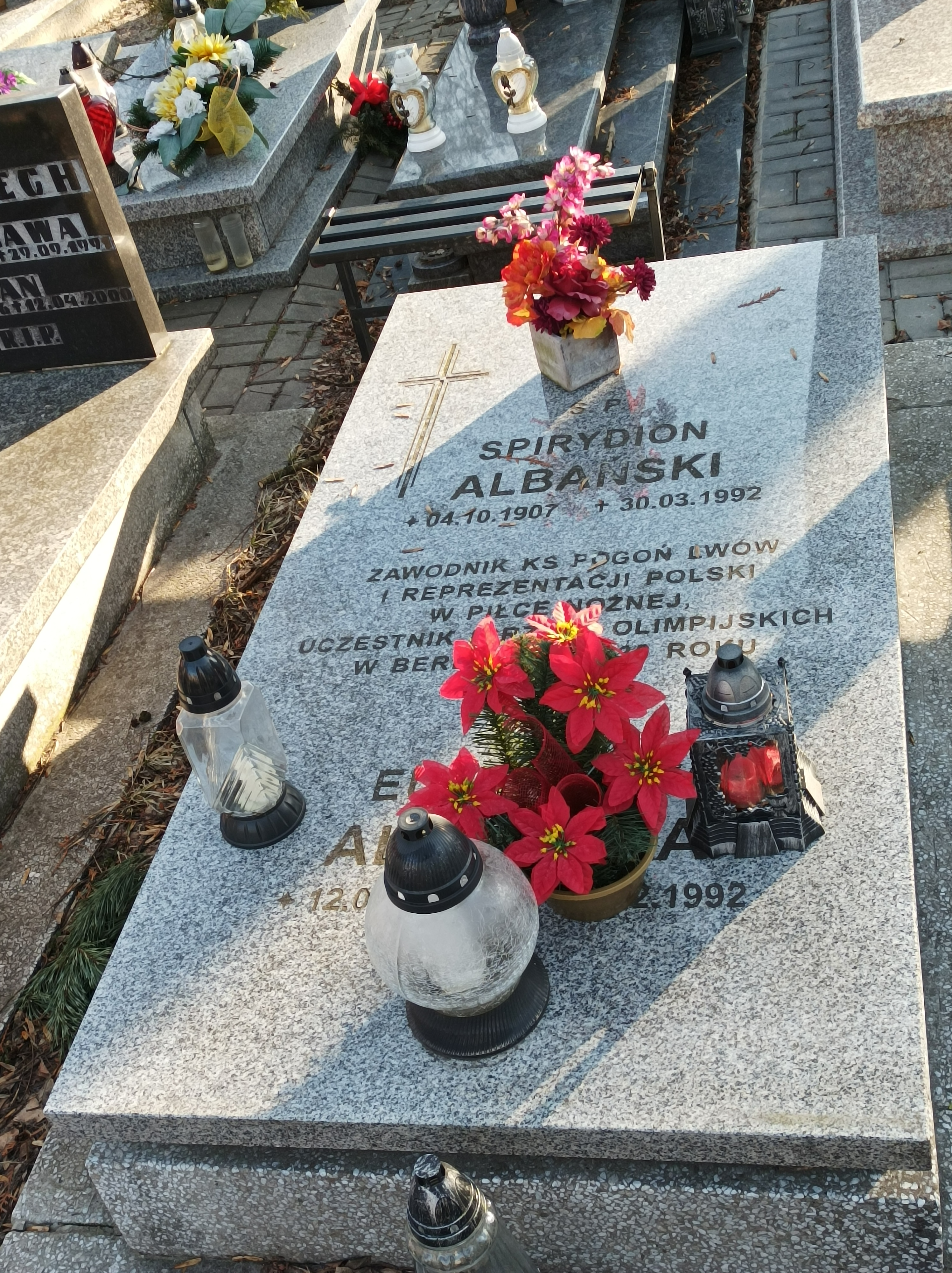
Grób Spirydiona Albańskiego na cmentarzu przy ul. Francuskiej w Katowicach